# میان ما (آلبوم لیتل میکس)
«میانِ ما» یا «بینِ ما» (انگلیسی: Between Us) آلبومی است که توسط گروه دخترانه بریتانیایی لیتل میکس در ۱۲ نوامبر ۲۰۲۱ از طریق آرسی‌ای منتشر شد. این آلبوم توسط گروه به‌عنوان جشن خواهری، دوستی و سرگرمی توصیف شده است که توسط دو تک‌آهنگ «عشق (عشق شیرین)» و «نخیر» پشتیبانی شد.

## منبع
1. ↑  «"MW Release Radar". www.mwk-releaseradar.com. Retrieved 19 June 2022». بایگانی‌شده از اصلی در ۹ اوت ۲۰۲۲. دریافت‌شده در ۲۱ ژانویه ۲۰۲۳.
2. ↑  "Adele boosts revenues for Sony Music as the major reports record streaming income in Q4". www.musicweek.com (به انگلیسی). Retrieved 2023-01-21.